# Ungarische Frauen-Feldhandballnationalmannschaft
Die ungarische Frauen-Feldhandballnationalmannschaft vertrat Ungarn bei Länderspielen und internationalen Turnieren.
Der größte Erfolg war der WM-Titel bei der Weltmeisterschaft 1949.

## Weltmeisterschaften
Die ungarische Handballnationalmannschaft nahm an zwei der drei bis 1960 ausgetragenen Feldhandball-Weltmeisterschaften teil.
| Jahr | Gastgeberland  | Teilnahme bis…    | Ergebnis              | Rang            |
| ---- | -------------- | ----------------- | --------------------- | --------------- |
| 1949 | Ungarn         | Platzierungsrunde | Ungarn 6. Punkte      | Weltmeister     |
| 1956 | BR Deutschland | Spiel um Platz 3  | Ungarn 8:6 Österreich | Bronzemedaille  |
| 1960 | Niederlande    | keine Teilnahme   | keine Teilnahme       | keine Teilnahme |

## Mannschaften an den Weltmeisterschaften
Quelle:

### 1949
Balázs Judit, Bártfay Jenőné, Gorencz Hedvig, Hámori Ilona, Kardos Gézáné, Kerezsi Márta, Kiss Magda, Laurinyecz Katalin, Lesták Mária, Molnár Mária, Solymosi Margit, Somlai Edit, Szengovszky Lászlóné, Várady Andorné
Trainer: Schäffer Gusztáv

#### 1956
Antal Erzsébet, Bödő Edit, Dedrák Rozália, Durián Jolán, Furman Lászlóné, Gorencz Hedvig, Hámori Ilona, Holecz Gabriella, Lehoczki Mária, Mák Mária, Molnár Mária, Simon Gizella, Simonek Lídia, Teleki Hilda, Tramita Mária
Trainer: Mérai Ferenc